# 페루즈
페루즈 테르자키안(튀르키예어: Peruz Terzakyan, 1866년 3월 19일 시바스 ~ 1920년 이스탄불)은 오스만 제국의 아르메니아계 가수, 배우이다.